# Conrebbersweg
Conrebbersweg est un quartier de la commune d'Emden, dans le Land de Basse-Saxe.

## Géographie
Conrebbersweg se situe dans le nord-ouest d'Emden et des frontières de sa commune voisine Hinte dans le nord. Au sein de la ville, Conrebbersweg est à l'est de Twixlum et au nord de Larrelt. Au sud de Conrebbersweg (ou Conrebbi, selon la forme courte souvent utilisée), se trouve Constantia, séparée par le Larrelter Tief. À l'est, Früchteburg est le seul des quatre parties voisines de la ville, à laquelle il y a une transition urbaine. Les deux parties de la ville ne sont séparées que par la ligne de Rheine à Norddeich Mole.

## Histoire
Au début du Moyen Âge, la Conrebbersweg, une vieille route royale et commerciale, mène de Knock, sur l'Ems vers le centre de la Frise orientale. Le chemin est parfois appelé Robodesweg ou Radbodsweg, en souvenir de Radbod Ier de Frise.
La colonie de Conrebbersweg est créée au cours des années de la République de Weimar et est élargie pendant le Troisième Reich. P endant la Seconde Guerre mondiale, un bunker est construit à Conrebbersweg. La construction, créée par le groupe de travail Schumacher/Meyer de Leer et Emden, est achevée en 1942. Comme pour les autres bunkers de la zone urbaine d'Emden, des travailleurs étrangers et forcés d'Italie, de France et de Belgique sont également utilisés. Le bunker à trois étages eut besoin de 570 personnes.